# Gasparia coriacea
Gasparia coriacea là một loài nhện trong họ Toxopidae.
Loài này thuộc chi Gasparia. Gasparia coriacea được miêu tả năm 1970 bởi Raymond Robert Forster.